# Каргалибаш
Каргалиба́ш (рос. Каргалыбаш, башк. Ҡарғалыбаш) — присілок у складі Благоварського району Башкортостану, Росія. Входить до складу Каргалинської сільської ради.
Населення — 199 осіб (2010; 219 в 2002).
Національний склад:
- башкири — 52 %
- татари — 37 %